# الدورة 14 للجنة التراث العالمي
الدورة الرابعة عشرة للجنة التراث العالمي انعقدت في الفترة ما بين 7 ديسمبر وحتى 12 ديسمبر من العام 1990، وذلك في مدينة بانف بكندا.

## الأعضاء
- البرازيل
- بلغاريا
- كندا
- كولومبيا
- كوبا
- فرنسا
- اليونان
- الهند
- إندونيسيا
- إيطاليا
- المكسيك
- عُمان
- باكستان
- بيرو
- السنغال
- سوريا
- تايلاند
- تونس
- تنزانيا
- الولايات المتحدة
- اليمن